# Namibia
Namibia, formellt Republiken Namibia, är en stat i sydvästra Afrika, vid Atlanten. Landet gränsar till Angola, Botswana, Sydafrika och Zambia. Längs kusten finns Namiböknen och i öster Kalahariöknen. Namibia blev självständigt från Sydafrika år 1990, en händelse som brukar ses som slutpunkten på södra Afrikas avkoloniseringsprocess. Dessförinnan hade landet varit en tysk koloni 1884–1915, och 1915–1990 styrdes landet av Sydafrika. Landet räknas som ett av de rikare i Afrika, men fattigdomen är ändå utbredd vilket sammanhänger med de mycket stora ekonomiska klyftorna. Hälsosituationen är allvarlig, framförallt gällande aids. Ett annat stort problem är vattenbristen. Ekonomiskt ligger tonvikten på gruvnäringen som svarar för omkring 20 procent av BNP. Omkring hälften av befolkningen lever på jordbruk, framförallt småjordbruk. Landets huvudstad och största stad är Windhoek. Namibia är det glesast befolkade landet i Afrika.

## Historia

### Förkolonial tid
Från ungefär år 1000 före Kristus fanns det hällristningar i Twyfelfontein. Det området är förklarat för världsarv. Bantuexpansionen nådde området under 1300-talet.

### Européerna anländer
Den portugisiska sjöfararen Diogo Cão nådde Cape Cross norr om nuvarande Swakopmund i Namibia 1482. Under 1700-talets sista år sökte sig grupper av oorlamfolk norrut från den nykoloniserade Kapkolonin. Migrationen var till en början fredlig, men 1880 bröt Nama-herero-kriget ut mellan oorlamfolk och hereroinvånarna i vad som i dag är norra Namibia.

### Tysk koloni

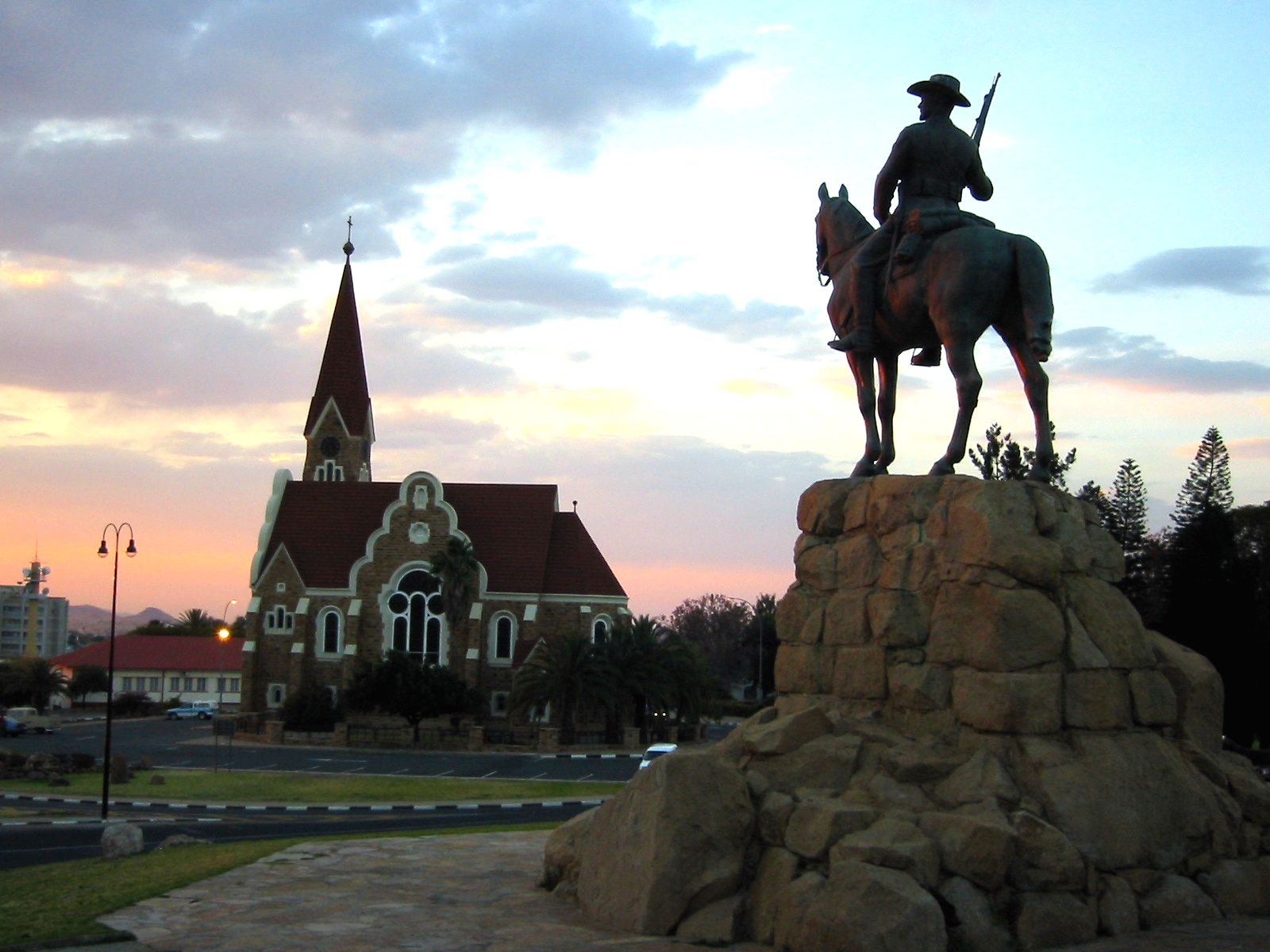
Tyska kyrkan och monument i Windhoek

Tyska Sydvästafrika var mellan 1884 och 1915 en tysk koloni där tyskarna upptäckt diamanter. Den motsvarade dagens Namibia. Den tyska koloniseringen av Namibia började då Adolf Lüderitz gav i uppdrag att köpa upp bukten Angra Pequena, dagens Lüderitzbucht från namahövdingen Josef Frederick för kostnaden av 100 engelska pund och 200 gevär. 1884 ställdes området under det Tyska rikets beskydd. Den första officiella flagghissningen ägde rum 7 augusti 1884.

#### Hereroupproret
Den 12 januari 1904 reste hererofolket, under ledning av Samuel Maharero, sig i uppror mot det tyska kolonialstyret. I augusti lyckades den tyska generalen Lothar von Trotha slutgiltigt besegra dem i slaget vid Waterberg, varefter han lät driva ut dem i Omahekeöknen, där de flesta törstade ihjäl. I oktober samma år gjorde även Namaquafolket revolt mot tyskarna, och behandlades på samma sätt. Sammanlagt dödades 65 000 (80 procent av hela folkgruppen) Herero och 10 000 Namaqua (50 procent av hela folkgruppen). Svältdöd och förgiftande av vattnet i brunnarna var karaktäristiskt för folkmordet. Först 2021 erkände Tyskland dessa händelser som ett folkmord.

### Under Sydafrikas styre
Sydafrika ockuperade den tyska kolonin Tyska Sydvästafrika under första världskriget. Vid Versaillesfreden 1919 beslutades det att Tyskland omedelbart skulle fråntas alla sina kolonier, och då fredsavtalet trädde i kraft den 10 januari 1920 ställdes området under sydafrikansk förvaltning som ett NF-mandat och fick namnet Sydvästafrika.
Efter andra världskriget annekterades territoriet av Sydafrika. Annekteringen mötte inte internationellt erkännande. 

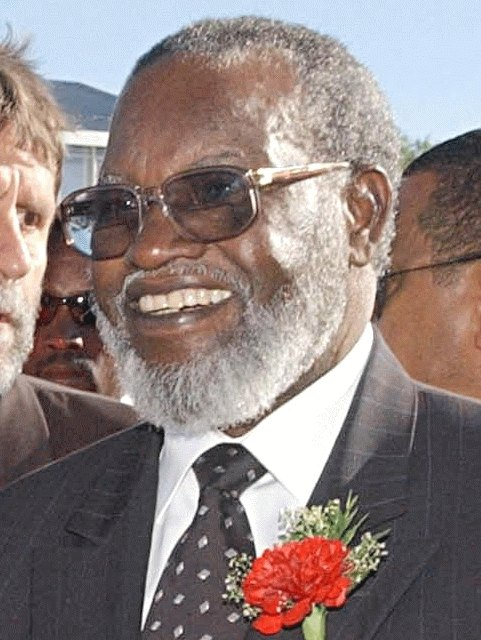
SWAPO-ledaren Sam Nujoma.

Den 27 oktober 1966 förändrades det internationella läget dramatiskt, då FN:s generalförsamling röstade igenom resolution 2145 som formellt avslutade NF-mandatet för Sydvästafrika. Samma år påbörjade SWAPO en storskalig väpnad kamp för territoriets självständighet i vad som kom att kallas sydafrikanska gränskriget. 1968 röstade Generalförsamlingen igenom en officiell namnändring på territoriet till Namibia genom resolution 2372. Istället för att släppa taget påbörjade de sydafrikanska nationalisterna en implementering av Odendaalkommissionens förslag: Att införa bantustaner även i Sydvästafrika, något som mötte kraftigt fördömande runtom i världen. År 1971 fastslog Internationella domstolen i Haag att all fortsatt sydafrikansk närvaro i Sydvästafrika var olaglig, att Sydafrika hade en skyldighet att omedelbart dra sig ut ur Sydvästafrika och att FN:s medlemsstater inte skulle erkänna några handlingar som Sydafrika utförde å Sydvästafrikas vägnar. År 1976 erhöll SWAPO observatörsstatus i FN:s generalförsamling som den enda rättmätiga representanten för det namibiska folket vilket ytterligare underminerade sydafrikanska anspråk på territoriet.

### Det självständiga Namibia
Först 1988 erkändes självständigheten av Sydafrika. Två år senare, den 21 mars 1990, blev landet formellt självständigt och därpå följde demokratiska val. SWAPO:s partiledare Sam Nujoma blev i mars 1990 Namibias första president. Staden Walvis Bay var en exklav till Sydafrika och var officiellt en del av Kapprovinsen. Walvis Bay överfördes till Namibia den 1 mars 1994.
I december 2014 vann premiärminister Hage Geingob, kandidaten för det regerande SWAPO, presidentvalet med 87 % av rösterna. Hans föregångare, president Hifikepunye Pohamba, också från SWAPO, hade innehaft de maximala två mandatperioder som tillåts enligt konstitutionen. I december 2019 omvaldes president Hage Geingob för en andra mandatperiod med 56,3 % av rösterna. Den 4 februari 2024 avled president Hage Geingob och han efterträddes omedelbart av vicepresident Nangolo Mbumba som Namibias nya president, som avslutade den avlidne presidentens mandatperiod då den löpte ut i mars 2025. 
SWAPO:s första kvinnliga presidentkandidat, Netumbo Nandi-Ndaitwah, utropades till vinnare av valet 2024 med 57 % av rösterna och den 21 mars 2025 svors hon in som Namibias nya president.

## Geografi

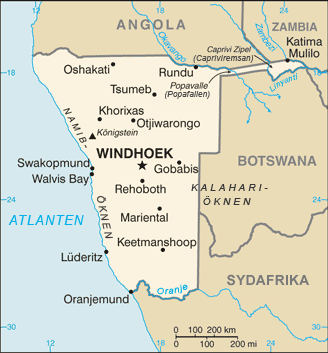
Namibia

### Klimat
I Namibia råder ökenklimat vilket innebär att det är hett och torrt. Regnväder förekommer sporadiskt och sparsamt. Ibland är torrperioderna mycket långvariga.

### Naturskydd och miljöproblem
Några av landets miljöproblem är mycket begränsade vattentillgångar, att öknen breder ut sig och tjuvjakt på de vilda djuren. Namibia var det första landet i världen som införde miljöskydd i konstitutionen. Omkring 14% av landets yta är skyddade områden, bland annat nästan hela kusten vid Namiböknen.

## Styre och politik

### Författning och styre

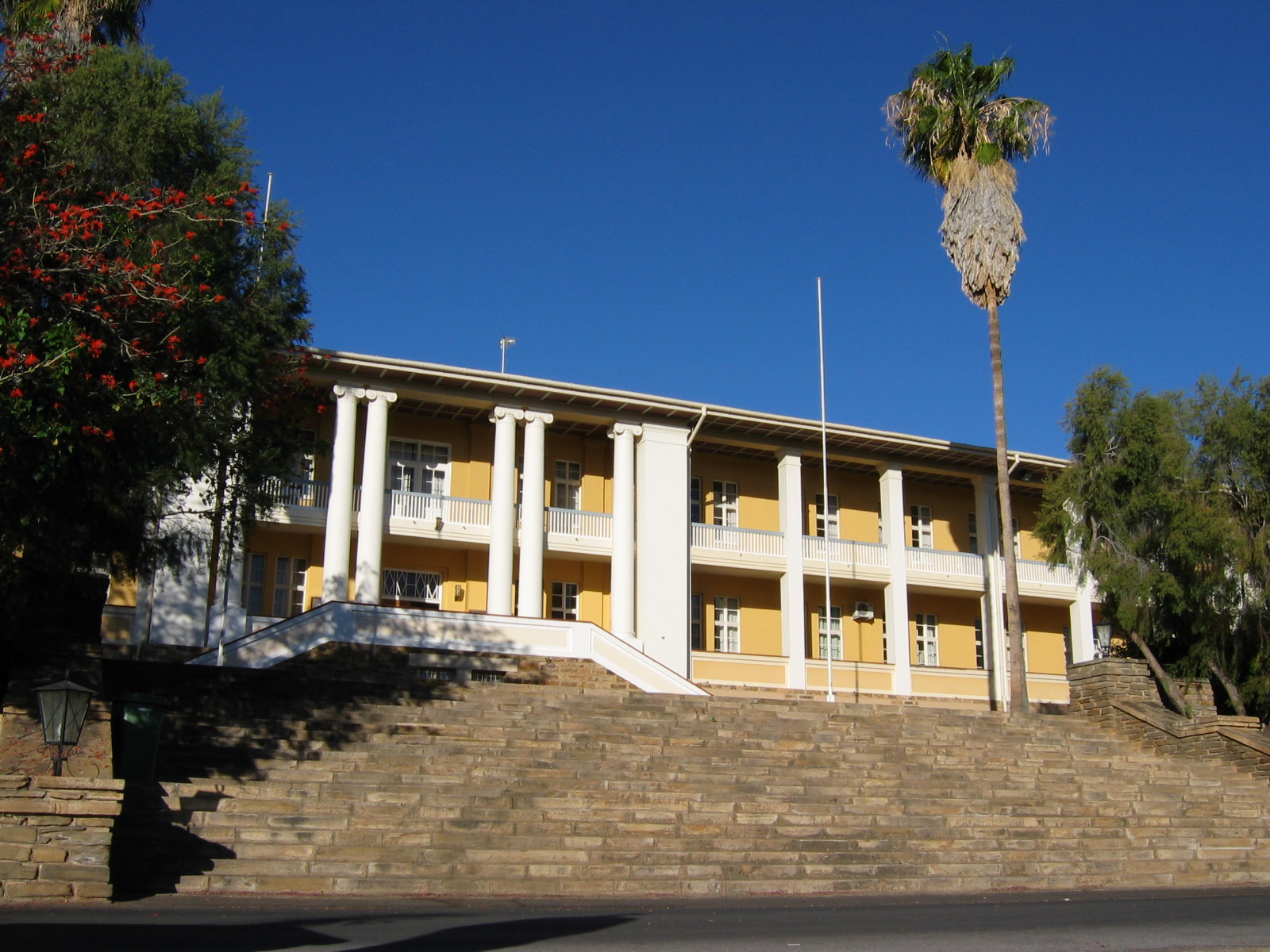
Tintenpalast i Windhoek

Namibia är en konstitutionell demokrati med semipresidentiellt system. Tintenpalast i huvudstaden Windhoek är säte för parlamentet.[källa behövs]

### Administrativ indelning
Namibia är indelat i 13 regioner: Caprivi, Erongo, Hardap, Karas, Kavango, Khomas, Kunene, Ohangwena, Omaheke, Omusati, Oshana, Oshikoto och Otjozondjupa.

### Politik

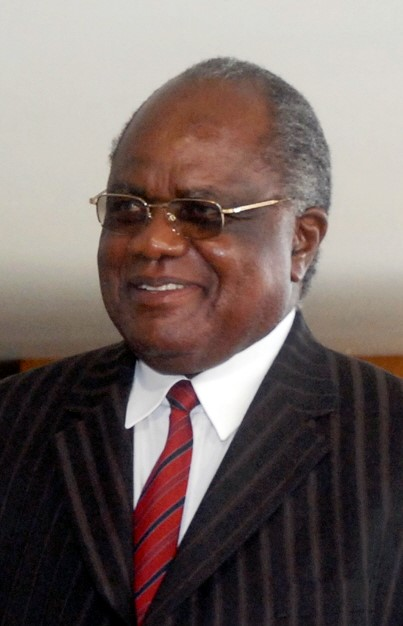
Hifikepunye Pohamba, president 2005–2015

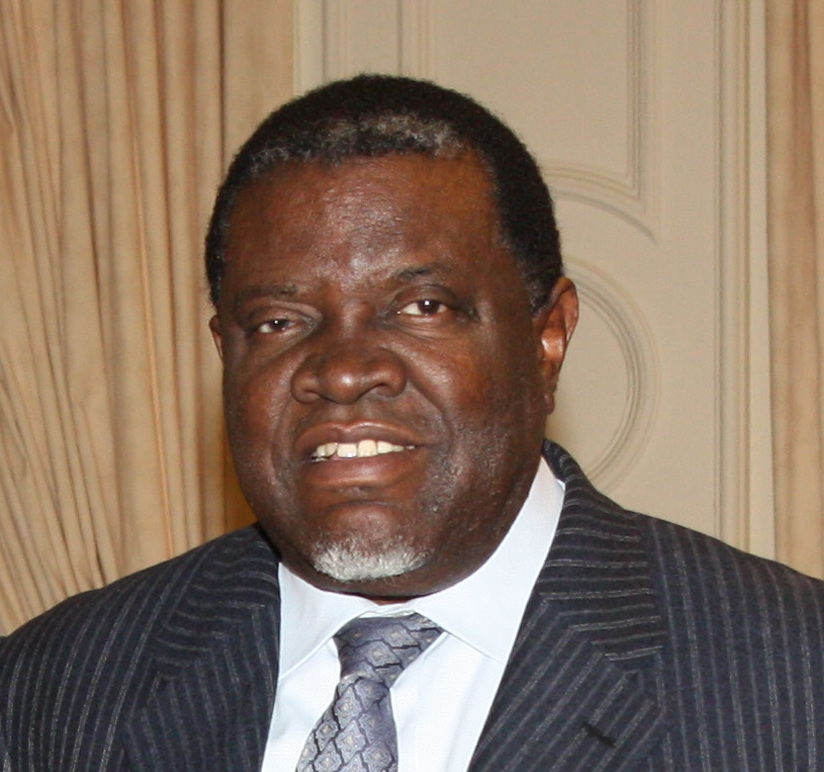
Hage Geingob 2011

Premiärministern Hage Geingob vann presidentvalet i november 2014, och installerades som president 21 mars 2015. Han efterträdde då Hifikepunye Pohamba, som varit landets president sedan 2005. Saara Kuugongelwa-Amadhila efterträdde samma dag Geinob på posten som premiärminister.
Pohamba har tilldelats 2014 års Mo Ibrahim-priset för afrikanskt ledarskap. Mo Ibrahim-stiftelsens placerar Namibia på sjätte plats i sitt årliga index som rankar afrikanska stater efter rättssäkerhet, mänskliga rättigheter, hållbar utveckling och mänsklig utveckling.

## Ekonomi och infrastruktur
Även om Namibia räknas till Afrikas rikare länder rådde 2005 utbredd fattigdom på grund av hög arbetslöshet och stora inkomstskillnader. Landets gini-koefficient (ett mått där 1 motsvarar total ojämlikhet och 0 inga inkomstskillnader alls) är 0,7, en av de högsta i världen. Inkomstskillnaderna följer hudfärg. Bland annat äger vita över 90 % av all användbar jordbruksmark. Det pågår en för närvarande relativt långsam jordreform, där 1,2 miljoner av total 36 miljoner hektar har överförts. Den köpkraftsjusterade BNP:n var 2006 7 000 dollar/år och invånare. Den ekonomiska tillväxten var 2005 på 3,5 procent.
Under 2000-talet (fram till 2014) har Namibia haft en gynnsam ekonomisk utveckling. Kombinationen fred, liten befolkning och en stor mängd råvaror har inneburit att landet utvecklats från ett låginkomst- till ett medelinkomstland. En rad länder, däribland Sverige, har också avslutat det bilaterala samarbetet.

### Näringsliv
Ekonomin är starkt beroende av utvinning och bearbetning av mineraler för export, Gruvdriften svarar för 20 % av BNP. De viktigaste produkterna är uran och diamanter, därutöver utvinns även bly, zink, tenn, silver och wolfram. Ungefär hälften av befolkningen lever på jordbruk, framför allt småjordbruk. Jordbruket står för ungefär 10 procent av landets BNP, tillsammans med binäringar 25 procent, industri för 20 procent och tjänster för 33 procent.
Därutöver får även fisket och turismen en allt ökande betydelse. Tillverkningsindustrin är däremot svagt utvecklad.

#### Energi och råvaror
Namibia producerade 2012 nästan 1,8 miljarder kilowattimmar elektricitet, varav 68,2 % producerades av vattenkraft och 31,8 % av fossila bränslen. Den inhemska elproduktionen stod för cirka 40 % av den konsumerade elen i Namibia, medan 60 % av elen var importerad från grannländer inom samarbetet Southern African Power Pool.
Landet har en rikedom av naturtillgångar, bland annat diamant, koppar, silver, uran, guld, bly, tenn, litium, kadmium, zink och vanadin. Dessutom finns betydande resurser av naturgas, vattenkraft, fisk och salt.[källa behövs]

### Handel
Namibia har nära ekonomiska relationer med Sydafrika, som svarar för största delen av importen. En stor del av exporten utgörs av råvaror som förutom till Sydafrika även går till Storbritannien och andra i-länder.
Staten har tillsammans med det sydafrikanska gruvföretaget De Beers ett gemensamt ägt företag NamDeb.

### Infrastruktur

#### Transporter
Ett omfattande järnvägsprojekt som kommer att förbinda landets järnväg med Angola pågår. Det pågår även två stora vägprojekt, TransCaprivi och transKalahari som kommer att förbinda landet med Zambia respektive Botswana. De förväntas ge Walvis Bays hamn förbättrade konkurrensmöjligheter. Även Lüderitz har en betydande hamn. Hosea Kutako International Airport är den viktigaste internationella flygplatsen.

#### Utbildning och forskning
Ungefär 25 procent av statsbudgeten går till utbildning och över 90 procent av befolkningen inom berörda åldersgrupper går i skolan. På högre nivå finns Namibias universitet (University of Namibia, UNAM) och Namibias tekniska universitet (Polytechnic of Namibia, POLYTECH).
År 2015 beräknades 18,1 % av den vuxna befolkningen vara analfabeter.
- Analfabetism hos vuxna män: 20,8 % (2015)[1]
- Analfabetism hos vuxna kvinnor: 15,5 % (2015)[1]

## Befolkning

### Demografi
Befolkningsstatistiken präglas fortfarande av de undersökningar och tvångsåtgärder som genomfördes inom ramen för Odendaalplanen under apartheidtiden, som syftade till att geografiskt och etniskt hålla isär folkgrupper.

#### Minoriteter

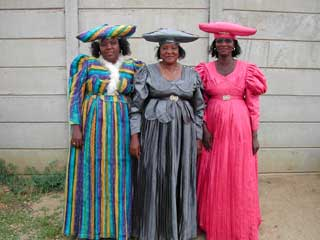
Hererokvinnor i Windhoek i Namibia

Ungefär hälften av befolkningen tillhör ovambo-folk, det vill säga talar något oshiwambo-språk. Ungefär 9 % hör till något kavango-folk. De olika folkslagen i Capriviremsan brukar sammanfattningsvis kallas caprivi. Damara- och nama-folken talar samma språk, nama-damara. Andra folkslag är herero, san (bushmän), och tswana. Rehoboth-baster, "färgade" och många vita har afrikaans som modersmål. Tyska talas av många vita. Tysknamibier (tyska Deutschnamibier) är personer i Namibia som är ättlingar till de tyskar som koloniserade Namibia (Tyska Sydvästafrika).[källa behövs]

### Språk

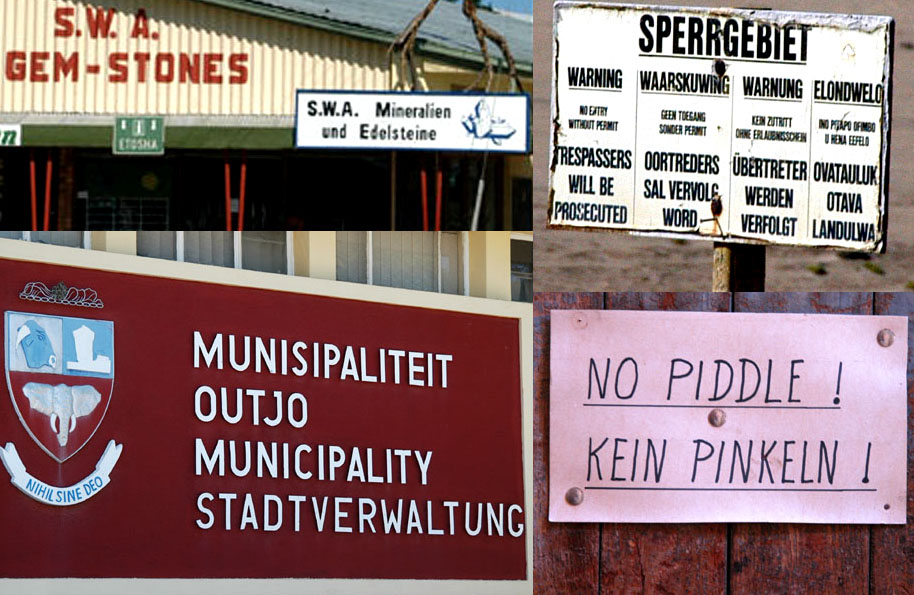
Skyltar på engelska, tyska, afrikaans och oshiwambo.

I Namibia talas flera språk: afrikaans, otjiherero, oshivambo, engelska och tyska. 
Engelska är officiellt språk, trots att det bara är modersmål för en liten del av den vita befolkningen i landet. Att man vid självständigheten valde att ersätta afrikaans med just engelska som officiellt språk var politiskt, det sågs som neutralt. Tyska var mellan 1984 och 1990 tillsammans med engelska och afrikaans ett officiellt språk. Tyskan utgör en språkö i Namibia, den enda tyskspråkiga språkön utanför Europa.

### Religion
Religiös tillhörighet: kristna 80–90 %, inhemska religioner 10–20 %, islam 3 % 

### Hälsa
Ett av de största hälsoproblemen är aids. Enligt 2014-års uppskattning var 16 % av den vuxna befolkningen smittad.
Enligt beräkningar från år 2014 led 16,8 % av den vuxna befolkningen av fetma. År 2013 beräknades andelen underviktiga barn under fem år till 13,2 %.

## Kultur

### Idrott

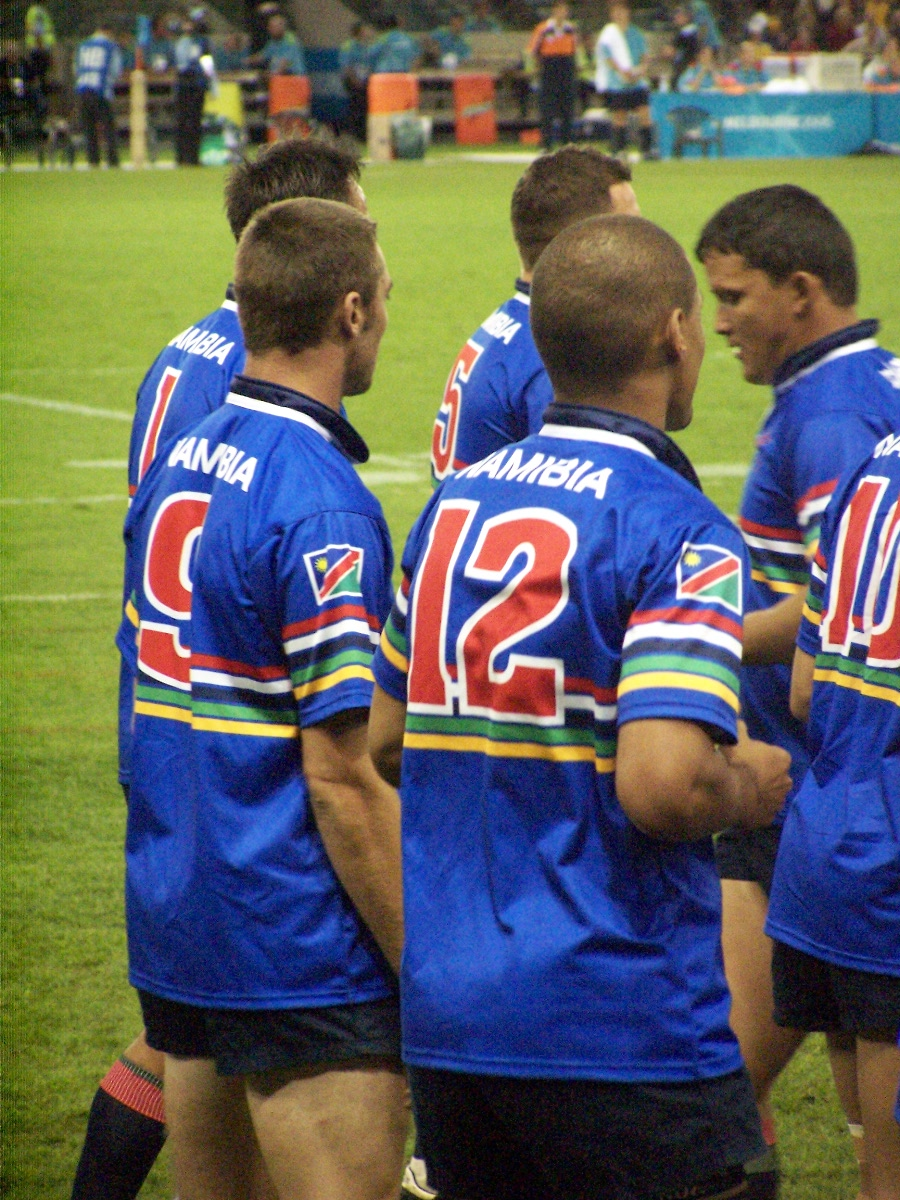
Namibias rugbylandslag.

Rugby och fotboll är de mest populära idrotterna i Namibia. Rugbylandslaget är det mest framgångsrika med deltagande i fem VM-turneringar. Cricket är också populärt, landslaget deltog i VM i cricket 2003.  Fotbollslandslaget har inte deltagit i ett VM-slutspel men i Afrikanska mästerskapen 2008. Namibia har även en internationellt framgångsrik fotbollsspelare, Collin Benjamin.
Frankie Fredericks är en före detta namibisk sprinter som vann VM-guld och flera OS-silver och VM-silver.

## Internationella rankningar
| Organisation                                | Undersökning                   | Bedömning                                   | Rankning   |
| ------------------------------------------- | ------------------------------ | ------------------------------------------- | ---------- |
| Heritage Foundation/The Wall Street Journal | Ekonomisk frihet-index 2019    | 58,7 (Mostly Unfree; 100 är bäst)           | 99 av 178  |
| Reportrar utan gränser                      | World Press Freedom Index 2019 | 18,95 (0 är bäst)                           | 23 av 180  |
| Transparency International                  | Korruptionsindex 2018          | 53 (0 är väldigt korrupt, 100 väldigt rent) | 52 av 180  |
| FN:s utvecklingsprogram                     | Human Development Index 2018   | 0,645 - Medium human development            | 130 av 189 |
| The Economist                               | Demokratiindex 2018            | 6,25 - Flawed democracy (10 är bäst)        | 69 av 167  |